# Egressy Béni Református Művészeti Szakgimnázium
Az Egressy Béni Református Művészeti Szakgimnázium Budapesten található, a Bocskai István Református Oktatási Központ tagintézménye, amelynek fenntartója a Halásztelki Református Egyházközség.

## Története

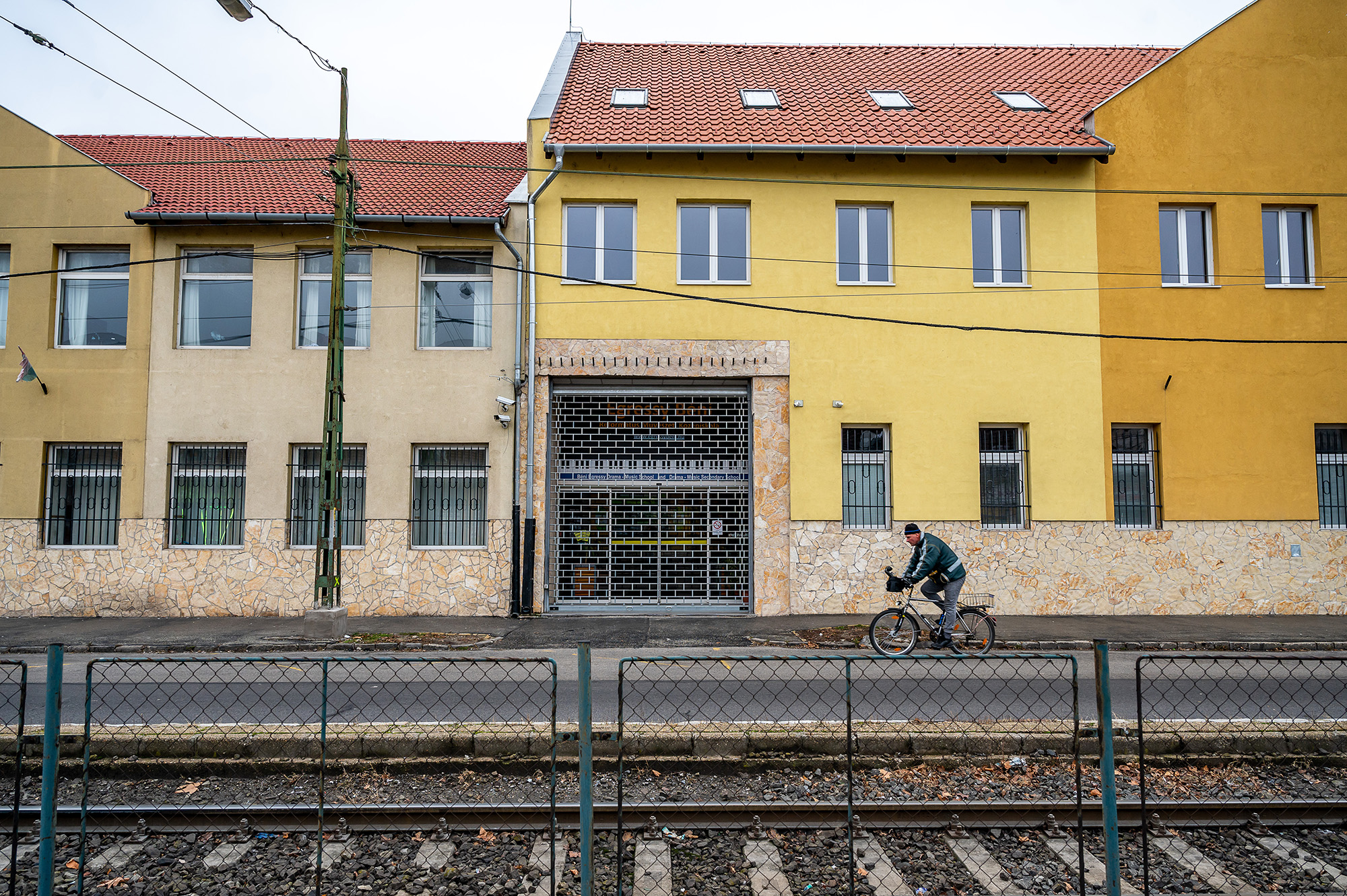
Egressy Béni Református Művészeti Szakgimnázium csepeli épülete.

Az első diákok 2001 szeptemberében kezdték el a tanulást Csepelen. Az évek alatt a képzési kínálat bővült, és a zenei alapképzés mellett elindult a nyolcosztályos ének-zene gimnázium, a szakgimnáziumi képzés és az érettségi utáni szakképzés.
Az intézménytípusok teljes spektrumában a színművészet, a táncművészet és a zeneművészet számos területén biztosítja az intézmény a képzést. A magyarországi konzervatóriumok közül egyedüliként fedi le az előadóművészetek széles skáláját. 2012-ben kérte az Egressy a református fenntartásba való kerülését, ezzel a Magyarországi Református Egyház legmagasabb fokú művészeti képzését biztosítja.
Az iskola a 2023-as évet új helyen, az 1181 Budapest, Kondor Béla sétány 7. szám alatt található Kondor Béla Általános Iskola épületében kezdte meg. Korábban Csepelen, az 1211 Budapest, II. Rákóczi Ferenc út 121. szám alatt működött.
Az iskola számos oktatási és kulturális intézménnyel tart aktív kapcsolatot, legfontosabb partnerei a következő országokból vannak: Azerbajdzsán, Csehország, Egyiptom, Görögország, Lengyelország, Mongólia, Oroszország, Románia, Szlovákia, Ukrajna.

## Tanszakok
- Zeneművészet
  1. Klasszikus zene
  2. Jazz
  3. Népzene
- Színművészet
- Táncművészet

## Egressy fúvószenekar
Egressy fúvószenekar 2006-ban alakult Péntek János karnagy vezetésével. Akkor még a csepeli Auth Henrik Fúvószenekarral közösen lépett fel, majd önálló együttesként két alkalommal is megnyerte a Szakközépiskolák számára rendezett zenekari versenyt a Zeneakadémián (2011, 2013).
2015-ben Tóth Tamás vette át a vezetését. Még ebben az évben Arany Minősítést szerzett, majd Byzdgostban rendezett zenekari versenyen a Televízió különdíját nyerte el. 2018-ban ismételten megnyerte a zenekar a Szakközépiskolák számára megrendezett Országos versenyt. Repertoárjában a klasszikus Fúvószenekari művek mellett megtalálhatók magyar zeneszerzők fúvószenekarok számára írt művei (Hidas Frigyes, Bogár István, Farkas Antal)

## Egressy népi kamara műhely
Az Egressy Béni Református Művészeti Szakgimnázium népzenészei 2021-ben úgy döntöttek, hogy össze terelik a különböző hangszereken és szakokon tanuló növendékeket és egy nagy közös kamara műhelyt hoznak létre.
A kamara műhelyen belül több kisebb csapat is található, kik gyakran lépnek fel koncerteken, tartanak táncházakat. A magyar népzene mellett állandó repertoárjuk része a balkáni zene is. A hangszer felhozatal miatt nem az autentikusságra van fektetve a hangsúly, hanem a közös kamarázásra és zenei élményekre. Van, hogy koboz szólal meg egy számon belül tamburával és citerákkal, egy új és érdekes hangzásvilágot létrehozva.
A zenekart Dudás Klára, Gersy Lili, Bede Péter és Smuk Tamás vezeti.

## Nevezetes tanárai
- Bernáth Ferenc – gitár
- Bede Péter – népi fúvós hangszerek, népzene, szaxofon
- Cserna Ildikó – ének
- Puskás levente – szaxofon
- Pusztai Csaba – dob
- Nádasdy András  – színművészet
- Róth Ede – gitár
- ifj. Szakcsi Lakatos Béla – jazz zongora
- Timkó Gábor – szolfézs, zeneelmélet
- Tóth Tamás – trombita
- Varga István – klarinét